# Ferdinand Kaltenbrunner
Ferdinand Kaltenbrunner (* 16. September 1851 in Kirchdorf an der Krems; † 8. August 1902 in Innsbruck) war ein österreichischer Historiker und Kodikologe.

## Leben
Kaltenbrunner war Sohn eines Rechtsanwalts. Er studierte Geschichtswissenschaft an den Universitäten von Graz, München und Leipzig und gehörte seitdem der Akademischen Burschenschaft Stiria Graz an. Von 1873 bis 1875 besuchte er den Ausbildungskurs des Instituts für Österreichische Geschichtsforschung in Wien und widmete sich unter dem Einfluss von Theodor von Sickel ganz den historischen Hilfswissenschaften. 1877 wurde er zum Dr. phil. promoviert, anschließend ging er nach Berlin, um bei Wilhelm Wattenbach Paläographie zu hören. 1877 erhielt Kaltenbrunner eine Privatdozentur für Historische Hilfswissenschaften an der Universität Graz. 1881 wurde er außerordentlicher Professor für Historische Hilfswissenschaften an der Universität Innsbruck, wo er 1892 zum ordentlichen Professor berufen wurde. Im Jahr 1902 ging er aus gesundheitlichen Gründen in den Ruhestand.

## Wirken
Kaltenbrunners Tätigkeit galt vor allem der päpstlichen Diplomatik und der Chronologie. Wilhelm Wattenbach übertrug ihm die Neubearbeitung der ältesten Partien (bis zum Jahr 590) des Jafféschen Regestenwerkes. Auf dem Gebiet der päpstlichen Diplomatik wollte er mit dem 12. Jahrhundert einsetzen. Durch die kaiserliche Akademie der Wissenschaften in Wien erhielt er 1878/1879 die Möglichkeit, in italienischen Archiven die dort vorhandenen originalen Papsturkunden einzusehen. Von 1881 bis 1883 weilte er als provisorischer Leiter des neugegründeten Österreichischen historischen Instituts in Rom, um die Bestände der Vatikanischen Bibliothek für die Geschichte der älteren Habsburger auszuwerten.

## Veröffentlichungen (Auswahl)
- Die Salzburger Kammerbücher. In: Archiv für ältere deutsche Geschichte, 1876.
- Die Vorgeschichte der Gregorianischen Kalenderreform. In: Sbb. Wien, phil. hist. Kl., Bd. 82, 1876.
- Die äußeren Merkmale der Papsturkunden des 12. Jahrhunderts. In: Mitteilungen des Instituts für Österreichische Geschichtsforschung 1, 1880.
- Aktenstücke zur Geschichte des deutschen Reiches unter den Königen Rudolf I. und Albrecht I. 1889.